# 10588 Adamcrandall
10588 Adamcrandall (1996 OE) là một tiểu hành tinh được phát hiện ngày 18 tháng 7 năm 1996 bởi P. G. Comba. The asteroidđược đặt tên theo tên của Comba's stepson, Adam Crandall Rees.